# Maximilian Wilhelm von Seidl
Maximilian Wilhelm von Seidl  (geb. um 1725; gest. 12. Oktober 1782) war ein preußischer Landrat.

## Herkunft
Maximilian Wilhelm von Seidl war Erbherr auf Bergisdorf. Zwischen 1766 und 1782 war er Landrat des Kreises Sagan. 

## Familie
Maximilian Wilhelm von Seidl war seit dem 10. Februar 1751 mit Christiane Sophie (1723–1792), geb. von Knobbelsdorf verheiratet. Aus der Ehe gingen acht Söhne und vier Töchter hervor. Ein Sohn war der preußische Offizier, Militärschriftsteller, Herausgeber und Landrat des Kreises Lüben Carl George Friedrich von Seidl. Ein weiterer Sohn war der Glogauer Kammerdirektor George Christian Gottlieb von Seidl (1762–1805).